# Ginásio de Esportes Geraldo Magalhães
O Ginásio de Esportes Geraldo Magalhães, ou "Ginásio Geraldão" é um ginásio multiuso localizado no bairro Imbiribeira , na Zona Sul de Recife, no Pernambuco, Brasil. 
O ginásio foi inaugurado no ano de 1970  com shows musicais, abrindo as atrações, esteve o cantor Wilson Simonal, e no dia seguinte com Elis Regina e no terceiro dia se apresentaram Os Incríveis, estes com a marchinha cívico pop "Eu Te Amo Meu Brasil", de Dom & Ravel.
Em março de 1971, o cantor Roberto Carlos, em sua fase soul, se apresentou no Geraldão e foi a primeira lotação esgotada, e entre os expectadores estavam time do Santos Futebol Clube, entre os craques o rei Pelé.Outro show badalado foi o de Chico Buarque, uma iniciativa da primeira-dama do estado, Olga Gueiros, ele cantou uma música polêmica, o samba Apesar de Você, dias depois censurada e discos recolhidos em todo território nacional, ambos os shows sem incidentes. Outros artistas de renome foi Caetano Veloso, em 22 de janeiro de 1972, apresentou o show do disco Transa, cantou  "Asa Branca de Luiz Gonzaga e Humberto Teixeira para uma plateia de 15 mil pessoas; e também esteve Gilberto Gil, recém-chegado do exílio em Londres.
Em 1973, se apresentou o grupo Secos & Molhados, composto por Ney Matogrosso, Gérson Conrad e João Ricardo, um show superlotado e que foi mencionado no livro Primavera nos Dentes, do jornalista Miguel de Almeida, quando mencionou quem também realizou concertos no ginásio naquela época: Johnny Mathis, Os Doces Bárbaros, Astor Piazzola e Quinteto Violado-batendo o recorde de menor público-também, Gal Costa, Rick Wakeman, Gilberto Gil e Jimmy Cliff , Gilberto Gil e Rita Lee, no show Refestança, o americano Faith No More.
O Geraldão integra uma lista de parte de um acervo de equipamentos esportivos projetados pelo arquiteto Ícaro de Castro Melo, que inclui também os ginásios Nilson Nelson, em Brasília; Paulo Sarasate, em Fortaleza; e do Ibirapuera, em São Paulo. Ocorreram eventos históricos como o jogo da Seleção Brasileira de Voleibol, nos anos 80, uma etapa da extinta Liga Mundial de Voleibol e exibições do Holiday on Ice e dos Globetrotters, além de inúmeros shows de artistas nacionais e internacionais, A-Ha e Julio Iglesias.
Em 2022, as instalações abrigaram o basquetebol, a Copa América de Basquete Masculino e a final da Supercopa Brasileira de Voleibol.

## Estrutura
Após seis anos da assinatura do edital de licitação para a reforma de modernização do Ginásio de Esportes Geraldo Magalhães. O trabalho, de fato, começou em agosto de 2013 e tinha previsão de conclusão para o final de 2015, mas entregue apenas em 2020. 
Possui mais de 20 mil m² de área construída, sistema de som com 42 caixas e mesa digital de 32 canais, três auditórios, salas para dança, artes marciais e palestras, duas piscinas, 3 quadras fora do ginásio e ampla área externa, com estacionamento de 8 mil m². Comportando cerca de 9 mil pessoas e ganhou 8 camarotes, 12 bares, tribuna de honra e tribuna de imprensa.
As três quadras poliesportivas externas também passaram por reforma e ganharam um espaço para esportes de areia. Concluída há cerca de três anos, a requalificação do parque aquático equipou o complexo com uma nova piscina semiolímpica de 25 x 12 metros, além da recuperação total de uma outra, já existente, de 15 x 6 metros. Ambas já vinham sendo usadas pela população para atividades de natação e hidroginástica. 